# NGC 4098
NGC 4098是一对位于后发座的交互作用螺旋星系，距离地球3.3亿光年。NGC 4098于1785年4月26日由威廉·赫歇爾首次发现，1786年12月27日被再次发现，编号为NGC 4099。NGC 4098属于NGC 4065星系群。